# Cyrtandra hottae
Cyrtandra hottae är en tvåhjärtbladig växtart som beskrevs av Brian Laurence Burtt. Cyrtandra hottae ingår i släktet Cyrtandra och familjen Gesneriaceae. Inga underarter finns listade i Catalogue of Life.